# 로리 스코벨

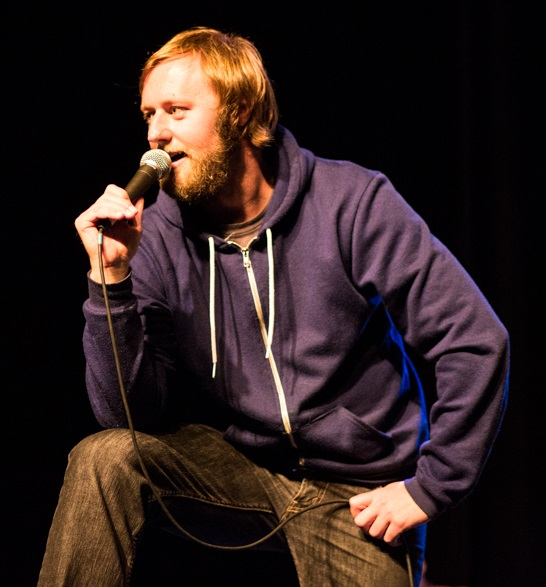
2013년 모습

로리 스코블(Rory Scovel, 1983년 8월 6일 ~ )은 미국의 배우, 각본가이다.
그린빌에서 태어났다.

## 출연 작품

### 영화
- 아이 필 프리티 (2018) - 이선 역
- Dean (2016) - 에릭 역
- 바빌론 (2022)

### 텔레비전
- 그라운드 플로어 (2013-15)